# 일리아 커룬
일리아 커룬(영어: Ilya Kharun, 2005년 2월 7일~)은 캐나다의 수영 선수로 주 종목은 접영이다. 2024년 하계 올림픽에서 남자 접영 100m와 200m 동메달을 획득했다.